# Tyson (ninot)
Tyson va ser el primer ninot gai de color negre de la indústria de la joguina, creat i comercialitzat per Totem Internacional l'any 1999.

## Els amics de Tyson
Tyson era el tercer ninot gai que llançava Totem Internacional. Els dos primers van ser Billy i Carlos, el seu xicot porto-riqueny. Tyson representava un periodista al que li agradava vestir de cuir els caps de setmana i que es va fer íntim amic de la parella quan la va conèixer a la platja durant unes vacances. Els tres ninots es van identificar com un símbol reivindicatiu en defensa de la diversitat, la visibilitat gai, el sexe segur i la conscienciació sobre la SIDA.

## L'atenció dels mitjans
Per a Totem International l'anunci del llançament de Tyson va suposar una extraordinària publicitat per a la companyia. La cobertura dels mitjans es va disparar a tot el món quan el boxador Mike Tyson i el model masculí Tyson Beckford van declarar a The New York Daily News que estaven considerant demandes contra Totem International per usar el seu nom i la seva imatge (cap afaitat i tatuatges) sense autorització. Les amenaces, però, encara van donar lloc a una major atenció dels mitjans. La CNN, la NBC, Comedy Central, el polifacètic presentador Howard Stern i, fins i tot, la revista Time van recollir la noticia.
John McKinnterick, portaveu de Totem Internacional, va explicar que qualsevol semblança amb els demandants era pura coincidència. "Només és un bon nom", va dir. "Volíem un que fos afroamericà, però sense ser estereotipat".

## Tyson en el cinema
El 2001 es va estrenar la pel·lícula d'animació Jeffrey's Hollywood Screen Trick, dirigida per Todd Downing i protagonitzada pel ninot Tyson i els seus amics.